# Взморниковые
Взмо́рниковые (лат. Zosteráceae) — небольшое семейство, представителей которого часто называют «морскими травами», принадлежит к очень интересной в биологическом отношении группе цветковых растений, приспособившихся к обитанию в солёной воде морей и океанов. Очень длинные линейные листья взморниковых, полностью погружённые в воду, нетрудно принять за морские водоросли, а их невзрачные цветки, как и плоды, редко удаётся видеть.

## Ботаническое описание
Почти все взморниковые имеют длинные горизонтальные корневища, закреплённые в морском дне с помощью довольно толстых неразветвлённых корней и несущие укороченные вегетативные побеги с линейными листьями шириной 0,3—15 мм и длиной до 1,5 м. Корневища обычно моноподиальные, неодревесневающие, за исключением взморника тасманского (Zostera tasmanica), имеющего симподиальные одревесневающие корневища и на этом основании выделенного в последнее время в особый род Гетерозостера (Heterozostera). Репродуктивные побеги, у многих взморниковых образующиеся не каждый год, могут быть довольно длинными и разветвлёнными, с несколькими, иногда многочисленными початковидными соцветиями, называемыми веером или опахалом. У большинства видов рода Филлоспадикс (Phyllospadix) репродуктивные побеги очень короткие, боковые по отношению к вегетативным побегам и несущие только один веер.
Каждый веер состоит из сильно сплюснутой и немного утолщённой оси, на одной стороне которой у однодомного взморника (Zostera) располагаются, чередуясь, мужские и женские цветки, а у двудомного филлоспадикса — только мужские или только женские цветки. У филлоспадикса такие веера выступают из влагалищ кроющих листьев — покрывал и несут по бокам довольно крупные зелёные листочки, называемые ретинакулами. У видов взморника каждый веер заключён во влагалища своего покрывала, причём у видов подрода Зостерелла (Zosterella) влагалища открытые и соцветия имеют очень мелкие перепончатые ретинакулы, располагающиеся возле мужских цветков, а у видов подрода зостера (Zostera) влагалища замкнутые (но позднее расщепляющиеся) и соцветия лишены ретинакул. Цветки взморниковых сильно упрощены: мужской состоит из одного сидячего пыльника с гребневидным связником, а женский представлен, по-видимому, двуплодолистиковым гинецеем, состоящим из 1-гнёздной завязи с 1 висячим ортотропным семязачатком и короткого столбика с 2 рыльцами. Происхождение ретинакул не вполне ясно: их принимают или за рудимент околоцветника, или за прицветники, или за выросты оси соцветий.
Пыльцевые зёрна лишены экзины и имеют своеобразную нитевидную форму. Плод у видов взморника эллипсоидальный или яйцевидный, с перепончатым околоплодником, у видов филлоспадикса — серповидный или стреловидный с околоплодником, дифференцированным на мягкий экзокарпий и жёсткий эндокарпий. После разрушения экзокарпия эндокарпий плода филлоспадикса образует с внутренней стороны боковых выростов как бы щёточки из волокон, которые играют существенную роль в «заякоривании» плодов среди водорослей на камнях и скалах. Семена обоих родов имеют эллипсоидальную форму; эндосперм в них отсутствует.

## Распространение и экология
Семейство Взморниковые состоит из 3 родов с 23 видами. Из них наиболее крупный род — Взморник с 15 видами — делится на 2 очень обособленных подрода: Зостера, широко распространённый во внетропической части северного полушария, лишь немного заходящий в Арктику, и Зостерелла, распространённый по морским побережьям обоих полушарий, но вне Арктики и преимущественно вне тропиков, хотя некоторые его виды заходят в тропические области Юго-Восточной Азии, Африки и Австралии. Монотипный род Гетерозостера обитает главным образом в Австралии (включая Тасманию), но встречается также на небольшом участке южноамериканского побережья в пределах Чили. Ареал рода филлоспадикс с 7 видами ограничен северной частью Тихоокеанского побережья Азии и Северной Америки. Все виды взморниковых обычно растут большими колониями, преимущественно в морских заливах, образуя подводные луга. Между родами и подродами имеются существенные различия в экологии. Так, виды филлоспадикса обитают исключительно на подводных камнях и скалах, прикрепляясь к ним толстыми и прочными корнями. В связи с этим их листья также очень прочны за счёт обилия механической ткани и, в отличие от листьев взморника, редко встречаются среди береговых выносов. Отмершие листья филлоспадикса оставляют на корневищах у основания побегов обильные волокна, по присутствию которых можно легко отличить виды этого рода от видов взморника.
Виды взморника из подрода Зостерелла обитают преимущественно на илистых и песчаных мелководьях, часто в зоне морских отливов, в то время как большинство видов из подрода Зостера, имеющих более широкие листья, растут на глубинах свыше 1 м на песчаном или песчано-галечниковом грунте. Самый глубоководный (растущий на глубинах от 3 до 10 м) Взморник азиатский (Zostera asiatica) имеет наиболее широкие (8—15 мм) листья, что, несомненно, является приспособлением к недостаточному освещению на таких глубинах.
У взморниковых значительно преобладает перекрёстное опыление. В роде Филлоспадикс оно обеспечивается двудомностью, а в роде Взморник — протогинией. Пыльца переносится водой, причём нитевидная форма пыльцевых зёрен, похожих скорее на пыльцевые трубочки, чем на обычную пыльцу, способствует более эффективному опылению. Такие пыльцевые зёрна отличаются большей гибкостью и, плавая под водой, могут даже закручиваться вокруг выступающих из влагалищ кроющих листьев рылец. У видов с замкнутыми влагалищами кроющих листьев они перед цветением расщепляются. Обычно опыление происходит под водой, но для видов, растущих на мелководьях, отмечается также опыление на поверхности воды: плавающие пыльцевые зёрна касаются хотя бы временно выступающих из воды рылец.
Плоды взморниковых также разносятся морскими течениями, причём диаспорами могут служить не только сами плоды, по и легко обламывающиеся у своего основания плодоносящие соцветия с сохранившимися на них плодами. В береговых выносах Японского моря, на Дальнем Востоке, нередко можно встретить множество таких соцветий. Очень эффективно и вегетативное размножение с помощью корневищ, вследствие чего Взморниковые обычно растут большими группами. Вырванные во время штормов побеги с кусками корневищ могут разноситься на большие расстояния и вновь укореняться, давая начало новым клонам.

## Значение и применение
Сухие листья взморниковых издавна использовали для набивки матрацев, мягкой мебели и других предметов обихода, а также в качестве упаковочного материала.
Выносимые в больших количествах на берег листья и побеги взморника можно использовать как ценное удобрение для полей (в свежем состоянии или после сжигания).
Имеются сведения об использовании плодов взморника в пищу (в качестве муки) одним из племён мексиканских индейцев.